# Zesde klasse
De zesde klasse werd in het seizoen 1996/97 ingevoerd als gevolg van de grote reorganisatie bij de KNVB waarbij de toenmalige onderbonden werden opgeheven en Nederland (voor vijf seizoenen) in negen districten werd verdeeld. Deze klasse was toen de op een na laagste klasse van het Nederlandse amateurvoetbal. Nadat het District West-I in het seizoen 2004/05 in de zondagafdeling als laatste de zevende klasse hanteerde, was de zesde klasse vanaf het seizoen 2005/06 het laagste niveau. Sinds de invoering van de Topklasse in het seizoen 2010/11 was deze klasse het achtste niveau in het amateurvoetbal.
De districten West-I en Zuid-II hanteerden in het seizoen 2014/15 in het zondagvoetbal als laatsten de zesde klasse. De zes laatste competities waren per district genummerd, in West-I A-B, in Zuid-II A-D. De zesde klasse bestond het laatste seizoen uit twaalf tot veertien voetbalclubs per competitie.
De kampioen van iedere zesde klasse promoveerde direct naar de vijfde klasse en de periodekampioenen mochten meedoen aan de nacompetitie waarbij ze ook naar de vijfde klasse kunnen promoveren. Tot 2004/05 volgde degradatie naar de zevende klasse in die districten waar deze klasse nog werd gehanteerd.
|          | Midden    | West-I  | West-II   | West-III | West-IV | Zuid-I  | Zuid-II | Oost    | Noord   |
| West-I   | West-I    | West-I  | West-II   | West-II  |         | Zuid-I  | Zuid-II | Oost    | Noord   |
| -------- | --------- | ------- | --------- | -------- | ------- | ------- | ------- | ------- | ------- |
| Zaterdag | 2000/01 * |         | 1999/00   |          |         |         |         |         | 2009/10 |
| Zondag   | 2000/01 * | 2014/15 | 2000/01 * |          |         | 2000/01 | 2014/15 | 2012/13 | 2009/10 |

N.B. De jaartallen geven het laatste seizoen aan waarin de zesde klasse in het desbetreffende district werd gehanteerd.
* Na het seizoen 2000/01 werden de negen districten teruggebracht tot de huidige zes.
Bekers:
KNVB beker (amateurs) · Super Cup (amateurs) · Districtsbekers
Niveaus:
Tweede divisie · Derde divisie · Vierde divisie · 1e klasse · 2e klasse · 3e klasse · 4e klasse · 5e klasse · 6e klasse · 7e klasse · 8e klasse